# Janssen-Covid19-vakcina
A Janssen-Covid19-vakcina vagy Johnson & Johnson-Covid19-vakcina (kódnevén Ad26.COV2.S) egy belga-holland-amerikai közreműködéssel 2020-ban kifejlesztett, második generációs, intramuszkuláris alkalmazású Covid19-vakcina, amely a SARS-CoV-2 humán koronavírus okozta Covid19 betegséggel szemben nyújt védelmet. A védőoltást kidolgozó és előállító vállalatok a hollandiai Leidenben működő Janssen Vaccines, annak belga anyavállalata, a Janssen Pharmaceuticals, az amerikai Johnson & Johnson cég leányvállalata.
Az oltás egy vektorvakcina, amely egy humán adenovírust tartalmaz, amelyet úgy módosítottak, hogy tartalmazza a betegséget okozó SARS-CoV-2 vírus tüskefehérjéjének előállítására alkalmas gént. A szervezet immunrendszere erre a tüskefehérjére reagálva antitesteket termel. Az oltás előnye a többivel szemben, hogy csak egy dózist kell belőle felvenni, és beadás előtt nem szükséges fagyasztva tárolni. A vakcina klinikai vizsgálatai 2020 júniusában kezdődtek, a III. fázisban mintegy 43 000 ember vesz részt. A gyártó 2021. január 29-én bejelentette, hogy a rendelkezésre álló adatok szerint 28 nappal az oltás felvétele után az egydózisú vakcina 66%-os hatékonysággal előzi meg a tüneteket okozó megbetegedést, 85%-ban a súlyos tüneteket, és 100%-ban a kórházi kezelést igénylő, vagy halálos kimenetelű szövődményeket.
A vakcinát az Egyesült Államok Élelmiszer- és Gyógyszerfelügyelete vészhelyzeti felhasználásra engedélyezte, ugyanígy tett az Európai Gyógyszerügynökség (EMA), és az Egyesült Királyság Gyógyszer- és Egészségügyi Termékek Szabályozó Hatósága is. Magyarországon 2021. április 13. óta van használatban.

## Felhasználása
A Janssen vakcina a SARS-CoV-2 vírus okozta fertőzéssel szembeni védelmet biztosítja tizennyolc éves vagy annál idősebb személyeknél. Az egydózisú vakcinát intramuszkulárisan, a deltaizomba adott injekcióval viszik be.

### Hatékonysága
Egy vakcinát akkor tekinthetünk hatékonynak, ha hatásossága minimum 30%, de még inkább 50 és 95% közötti. A hatékonyság szorosan összefügg a hatásossággal, amely általában az idő múlásával várhatóan csökken.
| A betegség súlyossága          | Alfa variáns | Béta variáns | Gamma variáns | Delta variáns | Vuhani variáns |
| ------------------------------ | ------------ | ------------ | ------------- | ------------- | -------------- |
| Mérsékelt vagy súlyos lefolyás | Nincs adat   | 64%          | Nincs adat    | Nincs adat    | 72%            |
| Súlyos vagy intenzív lefolyás  | Nincs adat   | 82%          | Nincs adat    | 71%           | 86%            |

### Működése
A vakcina egy súlyos akut légzőszervi szindróma-koronavírus 2 (SARS-CoV-2) tüske (S) fehérjét stabilizált konformációban expresszáló, replikáció-inkompetens rekombináns 26-os típusú adenovírus (Ad26) vektorból áll. Működése hasonló az Oxford–AstraZeneca-Covid19-vakcinához, és a Szputnyik V Covid19-vakcinához.

### Egyéb tartalma
A vakcina a következő segédanyagokat (inaktív összetevőket) tartalmazza:
- Citromsav
- Nátrium-citrát
- Etanol
- Ciklodextrin
- Polioxietilén(20)-szorbitán-oleát
- Nátrium-klorid
- Nátrium-hidroxid
- Sósav

## Gyártás
A fel nem használt oltóanyag 9-25 °C (48-77 °F) között legfeljebb tizenkét órán át tárolhatók, ugyanakkor hónapokon át felhasználható állapotban marad egy átlagos hűtőszekrényben tartva. Nem szállítják vagy tárolják fagyasztva, mint a Pfizer vagy Moderna vakcinákat.
2020 áprilisában a Johnson & Johnson megállapodást kötött a Catalenttel, hogy a vakcina nagyüzemi gyártását a Catalent Indiana állambeli Bloomingtonban lévő létesítményében fogják megkezdeni. Júliusban az egyezményt kiterjesztették a cég olaszországi gyáraira is. 2020 szeptemberében a Grand River Aseptic Manufacturing megállapodott a Johnson & Johnsonnal, hogy részt vesz a vakcina gyártásában, a Michigan állambeli Grand Rapids-i létesítményében. Decemberben az amerikai cég a spanyol Reig Jofre vállalattal kötött megállapodást, miszerint Barcelonában is gyártják majd az oltást. 2021 februárjában a Johnson megállapodott a Sanofi céggel, egy esetleges franciaországi gyártásól, ez kb. havi 12 millió adagot jelentene. 2021 márciusában az Aspen Pharmacare céggel is egyezményt kötöttek, ennek értelmében a Dél-Afrikai Köztársaságban is gyártani fogják az oltást, ami hozzásegítené az afrikai fejlődő országokat a vakcinához.

## Mellékhatások
A Védőoltási Mellékhatásokat Nyilvántartó Rendszer (Vaccine Adverse Events Reporting System, VAERS) illetve a Betegségmegelőzési és Járványügyi Központ (Centers for Disease Control and Prevention, CDC) által 2021. április 21-ig (amikorra a Janssen vakcinából 7,98 millió adagot adtak be) végzett felmérése szerint az oltás utáni mellékhatások 97%-a nem volt súlyos, ami összhangban van a 2020-as klinikai vizsgálatok eredményeivel. A vakcina leggyakoribb mellékhatásai enyhék vagy mérsékeltek voltak, az oltást követő két napon belül jelentkeztek, és 1-2 napon belül javultak, vagy megszűntek.
A leggyakoribb mellékhatások az injekció beadásának helyén jelentkező fájdalom, fejfájás, fáradtság, izomfájdalom és hányinger, amelyek 10-ből több mint 1 embert érintettek. Köhögés, ízületi fájdalom, láz, hidegrázás, bőrpír és duzzanat az injekció beadásának helyén 10 emberből kevesebb mint 1-nél fordult elő. 100 emberből kevesebb mint 1-nél fordult elő tüsszögés, remegés, torokfájás, kiütés, izzadás, izomgyengeség, fájdalom a karokban és lábakban, hátfájás, gyengeség és általános rossz közérzet. A ritka mellékhatások előfordulása kevesebb mint 1:1000 volt.
A rendkívül ritka, viszont halálos kimenetelű mellékhatást, a trombózist főként fiatal nők esetében dokumentálták. Ez a mellékhatás, amelyet az alacsony vérlemezke-szinttel együtt járó vérrögök kialakulása jellemez, 4-28 nappal a vakcina beadása után, 1 millió beoltott 18-49 éves nő közül körülbelül 7 esetben fordult elő.
Az allergiás reakciók, beleértve az anafilaxiát is, ritka esetekben az oltás beadását követő néhány perctől egy óráig terjedő időszakban jelentkezhetnek.
2021 májusában, 7,98 millió beadott dózis után a CDC négy oltás utáni anafilaxiás esetről (amelyek közül egyik sem vezetett halálhoz), agyi érkatasztrófáról pedig 28 esetben (amelyek közül három halálhoz vezetett) számolt be.
2021 júniusában újabb mellékhatásra derült fény, ez a Guillain-Barré szindróma, mely az érintetteknél az oltást követő 42 napon belül alakult ki. Az Európai Gyógyszerügynökség a Guillain-Barré-szindrómát (GBS) a Janssen vakcina nagyon ritka mellékhatásaként vette fel az adatbázisba.
Az uniós ügynökség illetékes kockázatértékelő bizottsága a vakcina vizsgálatakor arra a következtetésre jutott, hogy a koronavírus elleni oltóanyag beadását követően szédülés, fülzúgás, vagy fülcsengés fordulhat elő, és ezen tünetek összefüggésbe hozhatók a szorongással kapcsolatos reakciókkal. Ennek fényében a szakértői bizottság azt javasolta, hogy az egészségügyi szakembereknek a felsorolt tünetekre figyelmeztetniük kell azokat, akik ezt a vakcinát kapják.

## Története
A Johnson & Johnson több mint 1 milliárd amerikai dollárt fektetett a Covid19 elleni vakcina kifejlesztésébe, amelyben a U.S. Department of Health and Human Services (HHS) minisztérium Assistant Secretary for Preparedness and Response (ASPR) hivatalának, a Biomedical Advanced Research and Development Authority (BARDA) nonprofit szervezete volt a partnere. A Janssen Vaccines a Beth Israel Deaconess Medical Centerrel kötött partnerséget, hogy egy olyan vakcinát fejlesszen ki, amely ugyanazon a technológián alapul, mint amelyen az Ebola-vakcina előállításához használ oltóanyagok. A vakcina egy szaporodásra képtelen humán adenovírust használ.
2020 júliusában a Johnson & Johnson vállalta, hogy akár 300 millió adag oltóanyagot is szállít az Egyesült Államokba, elsőként 100 millió adagot, majd további 200 millió adagot, melyek leszállítására opcionális kötelezettséget vállalt. A több mint 1 milliárd dollár értékű üzletet a Biomedical Advanced Research and Development Authority (BARDA) és az amerikai védelmi minisztérium, a  U.S. Defense Department finanszírozta.

### A klinikai tesztek
Elsőként állatkísérleteket végeztek, melyek eredményesen zárultak, a tesztalanyok hörcsögök és rézuszmajmok voltak.

#### I. – II. fázis
2020 júniusában a Johnson & Johnson és a Nemzeti Allergia- és Járványügyi Intézet (National Institute of Allergy and Infectious Diseases, NIAID) megerősítette, hogy 2020 szeptemberében tervezik az Ad26.COV2.S vakcina klinikai vizsgálatainak megkezdését, és július második felében felgyorsított ütemben megkezdődhetnek az I-II. fázisú humán klinikai vizsgálatok. A vizsgálat végül 2020. július 15-én kezdődött, Belgiumból és az Egyesült Államokból válogattak vizsgálati résztvevőket. Az I-II. fázisú vizsgálat időközi eredményei megállapították az Ad26.COV2.S biztonságosságát, reaktogenitását és immunogenitását. 29 nap után egy adaggal a vakcina a résztvevők kilencven százalékának biztosította a vírus semlegesítéséhez szükséges elegendő ellenanyagot. Ez a szám 57 nap után elérte a 100%-ot. Egy 20 résztvevővel végzett kisebb vizsgálat megállapította, hogy a humorális és sejtközvetített immunválaszok, beleértve a citotoxikus T-sejteket is, legalább 8 hónapig tartanak.

#### III. fázis
Az ENSEMBLE nevű III. fázisú klinikai vizsgálat 2020 szeptemberében kezdődött meg, és 2020. december 17-én fejeződött be. A vizsgálatot randomizált, kettős vak, placebo-kontrollált klinikai vizsgálatnak tervezték, amelynek célja az egyszeri adagolású vakcina biztonságosságának és hatékonyságának összehasonlítása placebóval szemben 18 éves vagy idősebb felnőttek körében. A vizsgálatban résztvevők az első napon egyszeri intramuszkuláris Ad26.COV2.S injekciót kaptak 5×1010 vírusrészecske dózisban. 2020. október 12-én a vizsgálatot leállították, mivel egy önkéntes megbetegedett, de a vállalat közölte, hogy nem talált bizonyítékot arra, hogy a vakcina okozta volna a betegséget, és 2020. október 23-án bejelentette, hogy folytatják a vizsgálatot. 2021. január 29-én a Janssen ismertette az ENSEMBLE vizsgálat adatainak időközi elemzéséből származó biztonsági és hatékonysági adatokat, amelyek azt mutatták, hogy a vakcina 66%-ban hatékony volt a mérsékelt és súlyos Covid19 megelőzésében az összes önkéntes körében, az oltást követő 28 napon belül. Az időközi elemzés Argentínában, Brazíliában, Chilében, Kolumbiában, Mexikóban, Peruban, Dél-Afrikában és az Egyesült Államokban 43 783 felnőtt önkéntes körében 468 tüneteket okozó megbetegedést vizsgált.
A vakcinacsoportban nem jelentettek Covid19-hez kapcsolódó halálesetet, míg a placebocsoportban öt haláleset kapcsolódott Covid19-hez. A vizsgálat során a résztvevőknél nem észleltek anafilaxiát.
Az ENSEMBLE 2 elnevezésű második, III. fázisú klinikai vizsgálat 2020. november 12-én kezdődött el. Az ENSEMBLE 2 abban különbözik az ENSEMBLE-től, hogy a vizsgálat résztvevői két intramuszkuláris Ad26.COV2.S injekciót kapnak, egyet az 1. napon, a következőt pedig az 57. napon. A korai eredmények 85%-os hatékonyságot jeleznek a súlyos/kritikus betegséggel szemben. 8 résztvevő plazmája nagyobb semlegesítő aktivitást mutatott a Delta variáns ellen, mint a Béta ellen.

### Engedélyezés

#### Európai Unió
2021. február 16-án a Janssen kérelmet nyújtott be az Európai Gyógyszerügynökséghez a vakcina feltételes forgalomba hozatali engedélyére az Európai Unióban. 2021. március 11-én az Európai Bizottság ezt az engedélyt megadta.

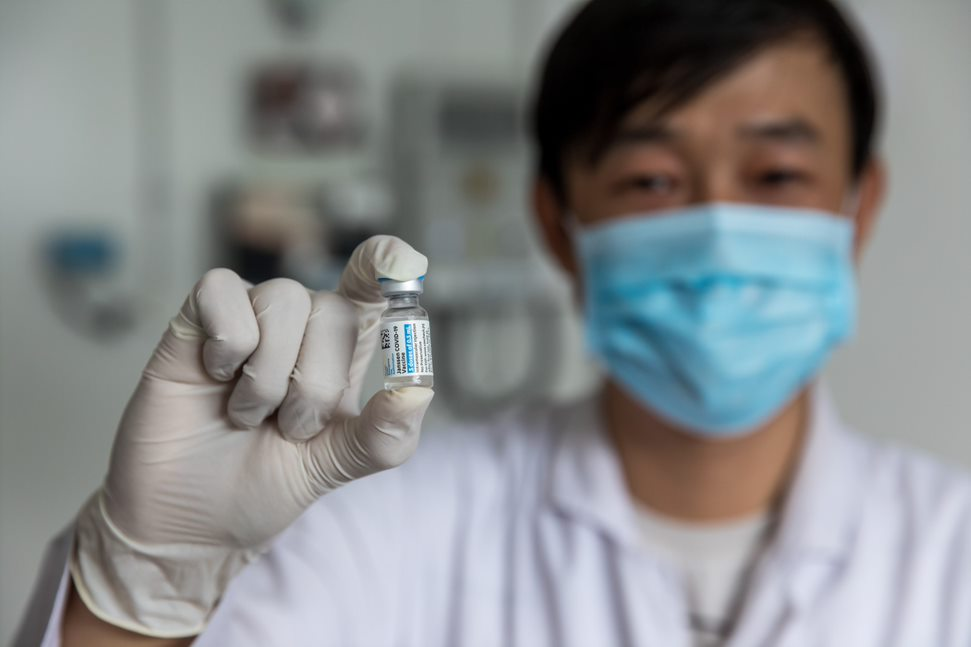
Janssen-Covid19-vakcina

#### Amerikai Egyesült Államok
A Janssen Biotech 2021. február 4-én kérvényezte az Egyesült Államok Élelmiszer- és Gyógyszerfelügyeleténél (FDA) a vakcina engedélyezését. Az FDA kijelentette, hogy a vakcinák és ahhoz kapcsolódó biológiai termékek engedélyező bizottsága február 26-án ülésezik a kérelem elbírálása céljából. Február 24-én, a bizottság ülése előtt a Janssen és az FDA tájékoztató dokumentumokat mutatott be; az FDA az engedély megadását javasolta, arra hivatkozva, hogy a klinikai vizsgálatok eredményei és a biztonsági adatok összhangban vannak az előírásokkal a Covid19-vakcinákra vonatkozóan. A február 26-i ülésen a bizottság egyhangúlag (22-0) megszavazta, hogy támogatja az engedély kiadását a vakcinára. Az FDA másnap megadta a vészhelyzeti forgalomba hozatali engedélyt a vakcinára.
2021. április 13-án az FDA és az amerikai járványügyi hivatal, a CDC, a Johnson & Johnson vakcina forgalmazásának leállítására szólított fel, mivel hat vérrögképződéses eset történt a beoltottak körben az Egyesült Államokban, és ezek közül az egyik esemény halálos kimenetelű volt. Mindegyik érintett 18 és 48 év közötti nő volt.
Április 23-án az FDA és a CDC úgy döntött, hogy a Janssen vakcina USA-ban történő alkalmazására vonatkozó szünetet fel lehet oldani, és a vakcina használatát folytatni lehet.

#### Más országok
- 2021. február 11-én Saint Vincent és a Grenadine-szigetek kormánya vészhelyzeti felhasználási engedélyt adott ki a Janssen vakcinára, a Pfizer, a Moderna, a Szputnyik, és az AstraZeneca oltásokkal együtt.
- 2021. március 12-én az Egészségügyi Világszervezet (WHO) engedélyezte a vakcinát.[70]
- 2021. február 18-án a vakcina vészhelyzeti engedélyt kapott a Dél-Afrikai Köztársaságban.[71] 2021. április 13-án az ország felfüggesztette a vakcina használatát,[72] de 2021. április 28-án a újraindította azt.
- 2021. február 25-én Bahrein is engedélyezte a vakcinát.[73]
- 2021. február 6-án a dél-koreai hatóságok megkezdték a vakcina engedélyezésének folyamatát.[74]
- 2020. november végén a Johnson benyújtotta engedélyezési kérelmét Kanadában.[75]
- 2021 áprilisában az ausztrál kormány közölte, hogy nem vásárol a Janssen vakcinából, mert a jövőben az mRNS oltásokra kíván koncentrálni. Ettől függetlenül az engedélyt megkapta.[76]
- 2021. április 19-én a vakcina vészhelyzeti felhasználási engedélyt kapott a Fülöp-szigeteken.[77]
- 2021. május 28-án a vakcina feltételes forgalomba hozatali engedélyt kapott az Egyesült Királyságban.[78]
- 2021. június 10-én a vakcina vészhelyzeti felhasználási engedélyt kapott Chilében. A vakcinát a COVAX-program keretében fogják biztosítani az országnak.[79]
- 2021. június 15-én Malajzia is megadta az engedélyt.[80]
- 2021. július 7-én a vakcina Új-Zélandon ideiglenes engedélyt kapott.[81]
- 2021. augusztus 7-én India is megadta az engedélyt.[82]
- 2021. szeptember 7-én Indonézia is megadta az engedélyt.[83]

## Társadalom és kultúra
Mivel a Janssen vakcina egydózisú, és előállítási költsége is kisebb, mint a többié, várhatóan nagy népszerűségre fog szert tenni a fejlődő országokban. Ez lett az a vakcina, amit nagy arányban alkalmaztak hajléktalanok és menekültek körében is. Az oltás adagjai könnyebben tárolhatók és szállíthatók, mint az mRNS-vakcinák, így ez is előnyt jelent. 
Az Egyesült Államok Katolikus Püspöki Konferenciája aggodalmát fejezte ki a vakcinával kapcsolatban, mivel a fejlesztéshez és előállításhoz használt Per.C6 sejtvonal eredetileg egy 1985-ben elektív módon abortált 18 hetes magzat retinaszövetéből származik. Bár a magzati szövetek felhasználása a vakcinafejlesztésben az 1930-as évek óta általánossá gyakorlat, különösen a sejtalapú vakcinák esetében, jelenleg léteznek olyan alternatívák, amelyek nem hordoznak a Janssen vakcinájához hasonló etikai aggályokat. Egyes kutatók elvi vagy vallási megfontolásból elutasítják, hogy a hagyományos módszerrel dolgozzanak, és helyette más alternatívát keresnek. Mások szerint a vakcinákhoz ma használt sejtek több ezer generációra vannak a kiindulási anyagtól, és így már nem tartalmaznak magzati szövetet.
Ferenc pápa nyilatkozata szerint minden oltás jó lelkiismerettel alkalmazható.

## Hamis információk
2021 májusa körül videómegosztó felületeken olyan videók jelentek meg, amelyeken a vakcina beadása után emberek karjára mágnesek tapadnak. Ezekkel akarták bizonyítani azt az összeesküvés-elméletet, miszerint a vakcinák mikrocsipeket tartalmaznak. A félrevezető tartalmú videókat rövid időn belül leleplezték.

## Fordítás
- Ez a szócikk részben vagy egészben  a   Janssen COVID-19 vaccine című angol Wikipédia-szócikk ezen változatának fordításán alapul.  Az eredeti cikk szerkesztőit annak laptörténete sorolja fel. Ez a jelzés csupán a megfogalmazás eredetét és a szerzői jogokat jelzi, nem szolgál a cikkben szereplő információk forrásmegjelöléseként.